# Pljučni volumni
Pljučni volumni so vsi volumni, ki so kazalci pljučne funkcije. Vsi pljučni volumni so primarni, kar pomeni, da se med seboj ne prekrivajo. Med pljučnimi volumni ločimo:
- rezidualni volumen - prostornina zraka, ki ostane v pljučih po maksimalnem izdihu (okoli 1,2 L); s starostjo se veča,
- ekspiracijski rezervni volumen - volumen zraka, ki ga lahko dodatno izdihnemo po normalnem izdihu (okoli 1,2 L),
- dihalni volumen - prostornina zraka, ki ga vdihnemo ali izdihnemo pri normalnem spontanem vdihu oziroma izdihu (okoli 0,4 L),
- inspiracijski rezervni volumen - prostornina zraka, ki ga lahko dodatno vdihnemo po normalnem vdihu (okoli 3,6 L).

Pljučne volumne lahko pomerimo s spirometrom. Zapis, ki ga dobimo pri tej meritvi, imenujemo spirograf. S spirometrom ne moremo določiti rezidualnega volumna.
Skupno se lahko v pljučih torej zadržuje okoli 6 litrov zraka, kar je seštevek vseh pljučnih volumnov in se imenuje totalna pljučna kapaciteta. Med normalnim dihanjem pa izmenjujemo z okolico le manjši delež tega volumna, in sicer okoli 400 mL, kolikor znaša dihalni volumen. 